# Hackelia mundula
Hackelia mundula là loài thực vật có hoa trong họ Mồ hôi. Loài này được (Jeps.) R.S. Ferris mô tả khoa học đầu tiên năm 1951.